# ارنست
ارنست ممکن است به یکی از موارد زیر اشاره داشته باشد:
- ارنست پی. وارل
- ارنست، آرشیدوک اتریش
- ارنست آگوستوس
- ارنست بوین
- ارنست بورگناین
- ارنی فلتچر
- تنسی ارنی فورد
- ارنست گلد (آهنگساز)
- ارنست همینگوی
- ارنی کوواچ
- ارنست لارنس
- ارنست رادرفورد
- ارنست شکلتون
- ارنست توب
- ارنست والتون
- ارنی وایز
- ارنست هولتسر
- ارنست مندل